# JWH-048
JWH-048，化学名N-正戊基-2-甲基-3-(7-甲基-1-萘甲酰基)吲哚，分子式C26H27NO，属于萘甲酰基吲哚类JWH系列大麻素，是大麻素受体的激动剂。